# Alpenhain Käsespezialitäten
Die Alpenhain Käsespezialitäten GmbH mit Sitz in Lehen, Bayern, ist ein deutsches, international tätiges Molkereiunternehmen. Pro Jahr verarbeitet das Unternehmen ca. 90 Mio. kg Milch.

## Geschichte
Die Gründung des Unternehmens durch Mathias Hain erfolgte im Jahr 1905 mit dem Erwerb eines Anwesens in Lehen bei Pfaffing. Dort begann die Produktion von „Backsteinkäse“, einer Art Limburger. Im Jahr 1925, nach der Fertigstellung eines neuen Käsereigebäudes, wurden neue Molkereimaschinen angeschafft, welche die einheitliche Produktion von Camembert ermöglichten.
1933 wurde der Betrieb von Gottfried Hain senior und seiner Frau Leni (geborene Blattenberger) übernommen. 1938/39 galt Alpenhain als milchwirtschaftlicher Musterbetrieb. Mit der Entwicklung einer Verpackungsmaschine, die auch von anderen Käsereien angefragt wurde, legte Gottfried Hain senior den Grundstein für die Maschinenfabrik Alpma im Jahre 1947.
1969 übernahmen Peter Wagner und Gottfried Hain jun. das Familienunternehmen. Nur ein Jahr später, 1970 wurde ein Verfahren zur Haltbarmachung von Camembert entwickelt, das den ungekühlten Export ermöglichte.
In den Jahren 1983 bis 1990 wurden eine Spezialitätenkäserei mit modernen käsereitechnologischen Anlagen und ein Tiefkühllager errichtet, um Käseprodukte als Kühl- und Tiefkühlprodukte zu produzieren. Diese und ein im Jahr 2000 errichteter Produktionsbereich bilden die Basis für das Segment Käse-Convenienceprodukte.
Seit 1980 produziert Alpenhain Back-Camembert und ist nach eigenen Angaben in Deutschland Marktführer bei Backkäse und Obazda, der 1994 zum ersten Mal ohne die Verwendung von Konservierungsstoffen industriell hergestellt und auf den Markt gebracht wurde.

## Geschäftsführer
Robert Winkelmann und Dominik Antoni

## Unternehmensstruktur
- Schwestergesellschaft ALPMA Alpenland Maschinenbau GmbH, Spezialist für Käserei-Maschinen
- Schwestergesellschaft Frischpack GmbH, Abpackspezialist für Käse.

## Milcheinzugsgebiet
Alpenhain bezieht die Milch von Familienbetrieben in einem Umkreis von 50 km. Die durchschnittliche tägliche Anliefermenge beträgt 220.000 Liter.

## Produkte
Zu den Hauptprodukten gehören:
- Back-Camembert (seit 1980) und panierte Käsespezialitäten
- Obazda (seit 1994): traditioneller bayerischer Käseaufstrich mit geschützter geografischer Angabe (g.g.A., seit 2015)
- Grillkäse
- Camembert Creme
- Opflanzda, ein pflanzliche Brotaufstrich pflanzlicher Art

## Wirtschaftliche Entwicklung
Das Unternehmen erwirtschaftete 2024 einen Umsatz von 158 Millionen Euro und beschäftigt rund 450 Mitarbeiter. Die Produkte werden in über 40 Länder exportiert.

## Zertifizierungen
Das Unternehmen verfügt über Zertifizierungen nach IFS, BRC und AIB Standards. Die Produktion erfolgt seit 2010 ohne Zusatz von Geschmacksverstärkern, Konservierungs- und Farbstoffen. Für bestimmte Produkte liegt eine VLOG-Zertifizierung vor.